# 1742
Il 1742 (MDCCXLII in numeri romani) è un anno  del XVIII secolo.

## Eventi
- 13 aprile - viene eseguita la prima assoluta dell'oratorio inglese di Georg Friedrich Händel "Messiah" su libretto di Charles Jennens alla New Music Hall di Dublino.
- 17 maggio – Battaglia di Chotusitz: Nell'ambito della Guerra di successione austriaca, i Prussiani hanno la meglio sugli Austriaci.
- 11 giugno – Austria e Prussia sottoscrivono il Trattato di Breslavia, a conclusione della Prima guerra di Slesia.
- Guerra di successione austriaca (1740-1748).
- Costituzione del consorzio del Monte Vederna.

## Nati

### Gennaio
- 2 gennaio - Giuseppe Manzoni, presbitero, scrittore e poeta italiano († 1811)
- 3 gennaio - Jean Baptiste Treilhard, magistrato, diplomatico e generale francese († 1810)
- 5 gennaio - Antoine Portal, medico e anatomista francese († 1832)
- 7 gennaio - Christian Garve, filosofo tedesco († 1798)
- 8 gennaio - Philip Astley, cavallerizzo inglese († 1814)
- 8 gennaio - Domenico Muzzi, pittore italiano († 1812)
- 10 gennaio - John Cadwalader, generale e mercante statunitense († 1786)
- 14 gennaio - Louis François Perrin de Précy, generale e nobile francese († 1820)
- 15 gennaio - Beda Mayr, scrittore tedesco († 1794)
- 25 gennaio - Grigorij Semënovič Volkonskij, generale russo († 1824)
- 31 gennaio - Giovanni Castiglione, cardinale e vescovo cattolico italiano († 1815)

### Febbraio
- 3 febbraio - Andrea Di Giovanni y Centellés,  italiano († 1821)
- 5 febbraio - Giovanni Gastone Boccherini, librettista, ballerino e coreografo italiano
- 9 febbraio - Michael Léopold Brigido, arcivescovo cattolico italiano († 1816)
- 17 febbraio - Dositej Obradović, scrittore, filosofo e linguista serbo († 1811)
- 17 febbraio - Charles de La Font de Savine, vescovo cattolico francese († 1814)
- 19 febbraio - Abbondio Rezzonico, nobile italiano († 1810)
- 21 febbraio - Carlo Alberto II di Hohenlohe-Waldenburg-Schillingsfürst, principe tedesco († 1796)
- 28 febbraio - Giovan Battista Corniani, commediografo, saggista e critico letterario italiano († 1813)

### Marzo
- 1º marzo - Orazio Antonio Cappelli, poeta, politico e diplomatico italiano († 1826)
- 9 marzo - Benedetto Solari, vescovo cattolico italiano († 1814)
- 30 marzo - Giuseppe Ceccarini, pittore italiano († 1811)
- 31 marzo - Orazio Della Torre, vescovo cattolico italiano († 1811)

### Aprile
- 3 aprile - Eugène Louis Melchior Patrin, naturalista e mineralogista francese († 1815)
- 4 aprile - Jean-Arnaud Raymond, architetto francese († 1811)
- 8 aprile - Paul Bassenge, gioielliere tedesco († 1812)
- 13 aprile - August Gottlieb Richter, chirurgo e medico tedesco († 1812)
- 14 aprile - Antonio Longo, pittore austriaco († 1820)
- 16 aprile - Giovanni Battista Bagutti, pittore svizzero († 1823)
- 25 aprile - Vincenzo Maria Mossi, arcivescovo cattolico italiano († 1829)
- 26 aprile - Giuseppe Maria Bressa, vescovo cattolico italiano († 1817)
- 28 aprile - Henry Dundas, I visconte Melville, giurista e politico scozzese († 1811)

### Maggio
- 10 maggio - Gaetano Peverada, pittore italiano († 1819)
- 13 maggio - Maria Cristina d'Asburgo-Lorena, duchessa († 1798)
- 14 maggio - Nathan Brownson, medico e politico statunitense († 1796)
- 18 maggio - Joan Cornelis van der Hoop, politico olandese († 1825)
- 18 maggio - John Francis Rigaud, pittore britannico († 1810)
- 18 maggio - Félix de Azara, geografo, naturalista e ingegnere spagnolo († 1821)
- 25 maggio - Jean Sénébier, scrittore e botanico svizzero († 1809)

### Giugno
- 2 giugno - Eugenius Johann Christoph Esper, entomologo tedesco († 1810)
- 8 giugno - Paolo Gerolamo Brusco, pittore italiano († 1820)
- 23 giugno - Andrej Petrovič Šuvalov, politico russo († 1789)
- 26 giugno - Arthur Middleton, politico statunitense († 1787)
- 27 giugno - Clemente Bondi, poeta e traduttore italiano († 1821)
- 27 giugno - José de Iturrigaray, militare spagnolo († 1815)

### Luglio
- 1º luglio - Georg Christoph Lichtenberg, fisico, scrittore e aforista tedesco († 1799)
- 2 luglio - Franz Wenzel von Kaunitz-Rietberg, generale austriaco († 1825)
- 2 luglio - Friedrich von Wurmb, naturalista tedesco († 1781)
- 3 luglio - Giovanni I Nepomuceno di Schwarzenberg, nobile e imprenditore boemo († 1789)
- 5 luglio - Henrik Gerner, ingegnere e militare danese († 1787)
- 14 luglio - Lodovico Ricci, economista, politico e storico italiano († 1799)
- 20 luglio - Armand de Kersaint, ammiraglio e politico francese († 1793)
- 22 luglio - Vincenzo Guarana, pittore italiano († 1815)
- 24 luglio - Giocondo Albertolli, architetto, decoratore e docente svizzero († 1839)

### Agosto
- 3 agosto - Andreas O'Reilly von Ballinlough, generale austriaco († 1832)
- 7 agosto - Nathanael Greene, generale statunitense († 1786)
- 14 agosto - Hugh Percy, II duca di Northumberland, generale britannico († 1817)
- 14 agosto - Papa Pio VII, papa, vescovo cattolico e cardinale italiano († 1823)
- 19 agosto - Jean Dauberval, ballerino e coreografo francese († 1806)
- 27 agosto - Ernesto di Meclemburgo-Strelitz, nobile tedesco († 1814)
- 28 agosto - Francesco Antonio Astore, letterato e filosofo italiano († 1799)

### Settembre
- 7 settembre - Aleksandr Onisimovič Ablesimov, scrittore e librettista russo († 1783)
- 8 settembre - Ozias Humphry, pittore e miniaturista britannico († 1810)
- 25 settembre - François Laurent d'Arlandes, pioniere dell'aviazione francese († 1809)
- 26 settembre - Thomas Jones, pittore britannico († 1803)
- 26 settembre - Carlo Roero di Cortanze, nobile italiano († 1808)
- 26 settembre - James Wilson, giurista e politico statunitense († 1798)

### Ottobre
- 1º ottobre - Olivier Remigius von Wallis auf Carrighmain, generale austriaco († 1799)
- 2 ottobre - Angelo Scarabelli Manfredi Pedocca, politico, ingegnere e militare italiano († 1811)
- 3 ottobre - Anders Jahan Retzius, chimico, botanico e entomologo svedese († 1821)
- 10 ottobre - Mercurio Maria Teresi, arcivescovo cattolico italiano († 1805)
- 11 ottobre - Pierre-Charles Laurent de Villedeuil, politico e nobile francese († 1828)
- 14 ottobre - Catherine Ponsonby, nobildonna inglese († 1789)
- 19 ottobre - Saverio Mattei, letterato, musicista e avvocato italiano († 1795)
- 25 ottobre - Giovanni Bernardo De Rossi, presbitero, orientalista e bibliografo italiano († 1831)
- 25 ottobre - Chiara Isabella Gherzi, monaca cristiana, badessa e mistica italiana († 1800)
- 30 ottobre - William Courtenay, VIII conte di Devon, nobile inglese († 1788)

### Novembre
- 3 novembre - Domenico Forges Davanzati, politico e religioso italiano († 1810)
- 4 novembre - Jakob Friedrich Ehrhart, botanico svizzero († 1795)
- 5 novembre - Richard Cosway, pittore inglese († 1821)
- 16 novembre - Ernst Friedrich von Ockel, teologo lettone († 1816)
- 17 novembre - Giuseppe Butelli, fantino italiano
- 21 novembre - Edmund Boyle, VII conte di Cork, nobile irlandese († 1798)
- 21 novembre - Alessandro Felici, compositore e violinista italiano († 1772)
- 24 novembre - Antonio de Capmany y de Montpalau, filosofo, economista e storico spagnolo († 1813)

### Dicembre
- 3 dicembre - Erasmus Gower, ammiraglio britannico († 1814)
- 6 dicembre - Nicolas Leblanc, chimico e medico francese († 1806)
- 8 dicembre - Jean Mathieu Philibert Sérurier, militare e politico francese († 1819)
- 9 dicembre - Carl Scheele, chimico svedese († 1786)
- 11 dicembre - Hendrik de Cort, pittore fiammingo († 1810)
- 12 dicembre - Anna Seward, scrittrice, poetessa e critica letteraria inglese († 1809)
- 15 dicembre - Francisco Antonio García Carrasco, militare spagnolo († 1813)
- 16 dicembre - Gebhard Leberecht von Blücher, feldmaresciallo prussiano († 1819)
- 17 dicembre - Onorato Caetani, principe italiano († 1797)
- 18 dicembre - Luigi Gaetano Marini, storico, archeologo e giurista italiano († 1815)
- 23 dicembre - Giovanni Domenico Juras, vescovo cattolico dalmata († 1802)
- 25 dicembre - Charlotte von Stein, scrittrice tedesca († 1827)
- 26 dicembre - Giovanni De Gamerra, librettista italiano († 1803)
- 30 dicembre - Giuseppe Pannilini, vescovo cattolico italiano († 1823)

### Senza giorno specificato
- Ignazio IV Sarrouf, vescovo cattolico e patriarca cattolico siriano († 1812)
- Antonio José Amar y Borbón, ufficiale spagnolo († 1826)
- Dorvigny, attore teatrale francese († 1812)
- David Bushnell, inventore statunitense († 1824)
- Vincenzo Cannizzaro, pittore italiano († 1768)
- José Mariano da Conceição Vellozo, botanico brasiliano († 1811)
- Giuseppe Fonseca Chavez, generale italiano († 1808)
- Maria Fortuna, poetessa italiana († 1807)
- Charlotte von Lieven, nobildonna russa († 1828)
- Paolo Guidolini, pittore e decoratore italiano († 1798)
- John Harvie, politico e avvocato statunitense († 1807)
- Christian Cay Lorenz Hirschfeld, artista tedesco († 1792)
- Stefano Giuseppe Incisa, religioso e storico italiano († 1819)
- Joseph Barthélémy Le Bouteux, pittore francese († 1791)
- Pierre Abraham Lorillard, imprenditore francese († 1776)
- William Lynch, militare statunitense († 1820)
- Girolamo Manfrin, imprenditore italiano († 1801)
- Esteban José Martínez Fernández y Martínez de la Sierra, navigatore e esploratore spagnolo († 1798)
- Ruffino Massa, scrittore e giurista italiano († 1829)
- Michał Jerzy Wandalin Mniszech, diplomatico polacco († 1806)
- Antonio de Olaguer y Feliú, militare e politico spagnolo († 1813)
- William Pars, pittore inglese († 1782)
- Antonio Piazza, scrittore, giornalista e drammaturgo italiano († 1825)
- Muḥammad Khān Qājār, sovrano persiano († 1797)
- Maria Luigia Raggi, pittrice italiana († 1813)
- Jean-Baptiste Stouf, scultore francese († 1826)
- Johann Georg Sturm, illustratore tedesco († 1793)
- Anton Ferdinand Titz, violinista e compositore tedesco († 1810)
- Vincenzo Valdrè, artista e architetto italiano († 1814)
- Tommaso de Bassus, politico svizzero († 1815)
- Francesca Korwin-Krasińska, nobildonna polacca († 1796)

## Morti

### Gennaio
- 1º gennaio - Peregrine Bertie, II duca di Ancaster e Kesteven, nobile e militare britannico (n. 1686)
- 4 gennaio - Hillebrand van der Aa, pittore e illustratore olandese
- 7 gennaio - James Graham, I duca di Montrose, politico scozzese (n. 1682)
- 8 gennaio - Johann Christoph von Naumann, ingegnere, architetto e militare tedesco (n. 1644)
- 9 gennaio - Tommaso Cervioni, arcivescovo cattolico e teologo italiano (n. 1672)
- 14 gennaio - Edmond Halley, astronomo, matematico e fisico inglese (n. 1656)
- 15 gennaio - Diana de Vere, nobildonna inglese (n. 1679)
- 16 gennaio - Edelberto dalla Nave, architetto italiano (n. 1681)
- 22 gennaio - Fulgenzio Bellelli, religioso italiano (n. 1675)
- 23 gennaio - Armand Claude Mollet, architetto francese (n. 1660)
- 24 gennaio - Benedikt Anton Aufschnaiter, compositore austriaco (n. 1665)

### Febbraio
- 8 febbraio - Philipp Ludwig Wenzel von Sinzendorf, nobile, politico e diplomatico austriaco (n. 1671)
- 10 febbraio - Giacomo Antonio Mannini, pittore italiano (n. 1646)
- 20 febbraio - Marcellino Corio, cardinale italiano (n. 1664)
- 26 febbraio - Charles Hope, I conte di Hopetoun, nobile scozzese (n. 1681)
- 28 febbraio - Willem 's Gravesande, filosofo, fisico e matematico olandese (n. 1688)

### Marzo
- 2 marzo - Moses Williams, antiquario e religioso gallese (n. 1685)
- 12 marzo - Angelo Carasale, architetto e impresario teatrale italiano
- 18 marzo - Domenico Taglialatela, vescovo cattolico italiano (n. 1666)
- 23 marzo - Jean-Baptiste Dubos, filosofo e storico francese (n. 1670)
- 24 marzo - Pierre Sabatier, letterato francese (n. 1682)

### Aprile
- 10 aprile - Guglielmina Amalia di Brunswick-Lüneburg (n. 1673)
- 13 aprile - Giovanni Veneziano, compositore italiano (n. 1683)
- 16 aprile - Stefano Benedetto Pallavicino, poeta e librettista italiano (n. 1672)
- 17 aprile - Arvid Horn, diplomatico svedese (n. 1664)
- 23 aprile - Jacques Gabriel, architetto francese (n. 1667)
- 30 aprile - Johann Kaspar II Cobenzl, nobile austriaco (n. 1664)

### Maggio
- 1º maggio - Jacques-Guillaume Van Blarenberghe, pittore francese (n. 1691)
- 5 maggio - Elisabetta Pilotti Schiavonetti, soprano italiano
- 12 maggio - Francesco Maurizio Gonteri, arcivescovo cattolico e politico italiano (n. 1659)
- 13 maggio - Nicolas Andry, medico e letterato francese (n. 1658)
- 13 maggio - Youssef Boutros Dergham El Khazen, patriarca cattolico libanese
- 14 maggio - Dominique Marie Varlet, vescovo cattolico francese (n. 1678)

### Giugno
- 2 giugno - Giuseppe Appiani, cantante castrato italiano (n. 1712)
- 9 giugno - Simone Brentana, pittore italiano (n. 1656)
- 16 giugno - Luisa Elisabetta di Borbone-Orléans, sovrana spagnola (n. 1709)
- 18 giugno - John Aislabie, politico inglese (n. 1670)
- 21 giugno - Johannes Steuchius, arcivescovo luterano svedese (n. 1676)
- 28 giugno - Pascasio Giannetti, filosofo italiano (n. 1661)
- 29 giugno - Joseph Emanuel Fischer von Erlach, architetto austriaco (n. 1693)

### Luglio
- 1º luglio - Jacopo Guglielmi, compositore italiano (n. 1681)
- 1º luglio - Bohuslav Matěj Černohorský, francescano e compositore ceco (n. 1684)
- 4 luglio - Luigi Guido Grandi, matematico e filosofo italiano (n. 1671)
- 5 luglio - Edward Thompson, politico inglese (n. 1697)
- 12 luglio - Evaristo Felice Dall'Abaco, compositore e violoncellista italiano (n. 1675)
- 14 luglio - Richard Bentley, filologo classico, teologo e critico letterario inglese (n. 1662)
- 18 luglio - Abraham Sharp, matematico e astronomo inglese (n. 1653)
- 22 luglio - Andrea Adami da Bolsena, cantore italiano (n. 1663)
- 23 luglio - Susanna Wesley, religiosa britannica (n. 1669)

### Agosto
- 17 agosto - Domenico Maria Muratori, pittore italiano (n. 1661)
- 19 agosto - Giovanni Paolo Torti Rogadei, abate e vescovo cattolico italiano (n. 1668)
- 25 agosto - Carlos Seixas, compositore e organista portoghese (n. 1704)

### Settembre
- 3 settembre - Francesco Bianchi, architetto italiano (n. 1682)
- 4 settembre - Sofia Albertina di Erbach-Erbach, contessa tedesca (n. 1683)
- 18 settembre - Vincenzo Ludovico Gotti, cardinale e teologo italiano (n. 1664)
- 22 settembre - Frederic Louis Norden, ufficiale e esploratore danese (n. 1708)
- 24 settembre - Johann Matthias Hase, matematico e cartografo tedesco (n. 1684)
- 28 settembre - Jean-Baptiste Massillon, predicatore e vescovo cattolico francese (n. 1663)

### Ottobre
- 19 ottobre - Louis Dorigny, pittore francese (n. 1654)
- 30 ottobre - Maddalena Guglielmina di Württemberg, nobildonna (n. 1677)
- 31 ottobre - Ki no Kaion, drammaturgo giapponese (n. 1663)

### Novembre
- 4 novembre - Aleksej Michajlovič Čerkasskij, nobile e politico russo (n. 1680)
- 6 novembre - Martin Frantz, architetto estone (n. 1679)
- 7 novembre - Giovanni Augusto di Anhalt-Zerbst, nobile tedesco (n. 1677)
- 7 novembre - Aloys Thomas Raimund von Harrach, politico e diplomatico austriaco (n. 1669)
- 11 novembre - Stafford Fairborne, ammiraglio inglese (n. 1666)
- 12 novembre - Friedrich Hoffmann, medico tedesco (n. 1660)
- 12 novembre - Bernhard Otto von Rehbinder, generale svedese (n. 1662)
- 15 novembre - Fabio di Colloredo, arcivescovo cattolico italiano (n. 1672)
- 29 novembre - Francesco Antonio Fasani, religioso, presbitero e santo italiano (n. 1681)
- 30 novembre - Jean-Baptiste Bassand, medico francese (n. 1680)
- 30 novembre - George Shelvocke, corsaro inglese (n. 1675)

### Dicembre
- 3 dicembre - Claude Aubriet, illustratore francese (n. 1651)
- 8 dicembre - Filippo Carlo Spada, arcivescovo cattolico e patriarca cattolico italiano (n. 1670)
- 9 dicembre - Tiberio Carafa, militare e letterato italiano (n. 1669)
- 9 dicembre - Carlo Vincenzo Maria Ferrero Thaon, cardinale e vescovo cattolico italiano (n. 1682)
- 9 dicembre - Giovanni Minotto Ottoboni, arcivescovo cattolico italiano (n. 1675)
- 19 dicembre - Domenico Parodi, pittore e scultore italiano (n. 1672)
- 20 dicembre - Pietro Sernicola, scultore italiano (n. 1672)
- 23 dicembre - Carlo Gaetano Stampa, cardinale e arcivescovo cattolico italiano (n. 1667)
- 31 dicembre - Louis Bourguet, geologo e archeologo svizzero (n. 1678)
- 31 dicembre - Carlo III Filippo del Palatinato, nobile (n. 1661)

### Senza giorno specificato
- Michele Albertini, cantante castrato italiano (n. 1683)
- Eleazar Albin, naturalista e pittore inglese (n. 1680)
- Eustachio Berthoud de Malines, politico italiano (n. 1693)
- Thomas Dover, medico e corsaro britannico (n. 1660)
- Henry Eccles, compositore e violinista inglese (n. 1670)
- Giovan Battista Fagiuoli, scrittore, poeta e drammaturgo italiano (n. 1660)
- Franz Ignaz Flurer, pittore austriaco (n. 1688)
- Niccolò Gabburri, storico dell'arte italiano (n. 1676)
- Matteo Goffriller, liutaio italiano (n. 1659)
- Guillielmus de Groff, scultore e ebanista fiammingo (n. 1680)
- Giovanni Mossi, compositore e violinista italiano (n. 1680)
- Giacomo Muttone, architetto italiano (n. 1660)
- Gilles Marie Oppenordt, architetto e decoratore francese (n. 1672)
- Angiolo Rosis, pittore italiano (n. 1670)
- Pietro Sardi, mercante italiano (n. 1666)
- Clemente Spera, pittore italiano (n. 1661)
- Thomas Story, predicatore e teologo britannico (n. 1670)
- Caterina de Julianis, scultrice italiana
- Nicolas le Pelley, nobile (n. 1692)

## Calendario
| Calendario 1742 | Calendario 1742 | Calendario 1742 | Calendario 1742 | Calendario 1742 | Calendario 1742 | Calendario 1742 | Calendario 1742 | Calendario 1742 | Calendario 1742 | Calendario 1742 | Calendario 1742 | Calendario 1742 | Calendario 1742 | Calendario 1742 | Calendario 1742 | Calendario 1742 | Calendario 1742 | Calendario 1742 | Calendario 1742 | Calendario 1742 | Calendario 1742 | Calendario 1742 | Calendario 1742 | Calendario 1742 | Calendario 1742 | Calendario 1742 | Calendario 1742 | Calendario 1742 | Calendario 1742 | Calendario 1742 | Calendario 1742 | Calendario 1742 |
| --------------- | --------------- | --------------- | --------------- | --------------- | --------------- | --------------- | --------------- | --------------- | --------------- | --------------- | --------------- | --------------- | --------------- | --------------- | --------------- | --------------- | --------------- | --------------- | --------------- | --------------- | --------------- | --------------- | --------------- | --------------- | --------------- | --------------- | --------------- | --------------- | --------------- | --------------- | --------------- | --------------- |
|                 | 1               | 2               | 3               | 4               | 5               | 6               | 7               | 8               | 9               | 10              | 11              | 12              | 13              | 14              | 15              | 16              | 17              | 18              | 19              | 20              | 21              | 22              | 23              | 24              | 25              | 26              | 27              | 28              | 29              | 30              | 31              |                 |
| Gennaio         | Lu              | Ma              | Me              | Gi              | Ve              | Sa              | Do              | Lu              | Ma              | Me              | Gi              | Ve              | Sa              | Do              | Lu              | Ma              | Me              | Gi              | Ve              | Sa              | Do              | Lu              | Ma              | Me              | Gi              | Ve              | Sa              | Do              | Lu              | Ma              | Me              |                 |
| Febbraio        | Gi              | Ve              | Sa              | Do              | Lu              | Ma              | Me              | Gi              | Ve              | Sa              | Do              | Lu              | Ma              | Me              | Gi              | Ve              | Sa              | Do              | Lu              | Ma              | Me              | Gi              | Ve              | Sa              | Do              | Lu              | Ma              | Me              |                 |                 |                 |                 |
| Marzo           | Gi              | Ve              | Sa              | Do              | Lu              | Ma              | Me              | Gi              | Ve              | Sa              | Do              | Lu              | Ma              | Me              | Gi              | Ve              | Sa              | Do              | Lu              | Ma              | Me              | Gi              | Ve              | Sa              | Do              | Lu              | Ma              | Me              | Gi              | Ve              | Sa              |                 |
| Aprile          | Do              | Lu              | Ma              | Me              | Gi              | Ve              | Sa              | Do              | Lu              | Ma              | Me              | Gi              | Ve              | Sa              | Do              | Lu              | Ma              | Me              | Gi              | Ve              | Sa              | Do              | Lu              | Ma              | Me              | Gi              | Ve              | Sa              | Do              | Lu              |                 |                 |
| Maggio          | Ma              | Me              | Gi              | Ve              | Sa              | Do              | Lu              | Ma              | Me              | Gi              | Ve              | Sa              | Do              | Lu              | Ma              | Me              | Gi              | Ve              | Sa              | Do              | Lu              | Ma              | Me              | Gi              | Ve              | Sa              | Do              | Lu              | Ma              | Me              | Gi              |                 |
| Giugno          | Ve              | Sa              | Do              | Lu              | Ma              | Me              | Gi              | Ve              | Sa              | Do              | Lu              | Ma              | Me              | Gi              | Ve              | Sa              | Do              | Lu              | Ma              | Me              | Gi              | Ve              | Sa              | Do              | Lu              | Ma              | Me              | Gi              | Ve              | Sa              |                 |                 |
| Luglio          | Do              | Lu              | Ma              | Me              | Gi              | Ve              | Sa              | Do              | Lu              | Ma              | Me              | Gi              | Ve              | Sa              | Do              | Lu              | Ma              | Me              | Gi              | Ve              | Sa              | Do              | Lu              | Ma              | Me              | Gi              | Ve              | Sa              | Do              | Lu              | Ma              |                 |
| Agosto          | Me              | Gi              | Ve              | Sa              | Do              | Lu              | Ma              | Me              | Gi              | Ve              | Sa              | Do              | Lu              | Ma              | Me              | Gi              | Ve              | Sa              | Do              | Lu              | Ma              | Me              | Gi              | Ve              | Sa              | Do              | Lu              | Ma              | Me              | Gi              | Ve              |                 |
| Settembre       | Sa              | Do              | Lu              | Ma              | Me              | Gi              | Ve              | Sa              | Do              | Lu              | Ma              | Me              | Gi              | Ve              | Sa              | Do              | Lu              | Ma              | Me              | Gi              | Ve              | Sa              | Do              | Lu              | Ma              | Me              | Gi              | Ve              | Sa              | Do              |                 |                 |
| Ottobre         | Lu              | Ma              | Me              | Gi              | Ve              | Sa              | Do              | Lu              | Ma              | Me              | Gi              | Ve              | Sa              | Do              | Lu              | Ma              | Me              | Gi              | Ve              | Sa              | Do              | Lu              | Ma              | Me              | Gi              | Ve              | Sa              | Do              | Lu              | Ma              | Me              |                 |
| Novembre        | Gi              | Ve              | Sa              | Do              | Lu              | Ma              | Me              | Gi              | Ve              | Sa              | Do              | Lu              | Ma              | Me              | Gi              | Ve              | Sa              | Do              | Lu              | Ma              | Me              | Gi              | Ve              | Sa              | Do              | Lu              | Ma              | Me              | Gi              | Ve              |                 |                 |
| Dicembre        | Sa              | Do              | Lu              | Ma              | Me              | Gi              | Ve              | Sa              | Do              | Lu              | Ma              | Me              | Gi              | Ve              | Sa              | Do              | Lu              | Ma              | Me              | Gi              | Ve              | Sa              | Do              | Lu              | Ma              | Me              | Gi              | Ve              | Sa              | Do              | Lu              |                 |